# Новозаимская
Новозаимская  — деревня в Заводоуковском районе Тюменской области. В рамках организации местного самоуправления находится в Заводоуковском городском округе.

## География
Деревня Новозаимская  находится в 38 километрах к востоку от города Заводоуковска рядом с рекой Падун.

### Часовой пояс
Деревня Новозаимская, как и вся Тюменская область, находится в часовой зоне МСК+2. Смещение применяемого времени относительно UTC составляет +5:00.

## Население
| 2010 |
| ---- |
| 173  |

## Инфраструктура
В деревне 5 улиц Береговая улица, Улица Декабристов, Первомайская улица, Пионерская улица, Садовая улица